# معبد المدينة
معبد المدينة هو مبنى كبير مبني على الطراز المغربي في شيكاغو بناه المهندسون المعماريون شرينرز هوهل وشميد في عام 1912.
يقع في الجانب الشمالي القريب من شيكاغو، إلينوي في 600 شمال شارع واباش، ويمتد من شارع أوهايو إلى شارع أونتاريو. في عام 2022، أُعلن أن موقع سيضم كازينو مؤقتًا بينما يكون كازينو Bally's الذي يوافق على 1.7 مليار دولار للإنشاء في مكان قريب.

## تاريخ
يضم المبنى في الأصل قاعة مزخرفة تتسع لحوالي 4200 مقعدًا على ثلاثة مستويات.وتمتدت أرضية المسرح لمسافة كبيرة داخل القاعة. تم ترتيب المقاعد على شكل حرف U حولها.وتحتوي القاعة على جهاز أرغن أنابيبي من شركة أوستن أورغان (رقم العمل 558)، تم تركيبه عام 1915، بـ 92 رتبة، ووحدة تحكم ثابتة بخمسة أيادي ووحدة تحكم متحركة بأربعة أيادي (أضيفت في عام 1931). من بين الأحداث العديدة التي أقيمت في هذا المكان كان سيرك الضريح السنوي. بالإضافة إلى ذلك، استخدمت قناة WGN-TV معبد المدينة في عرض الذكرى السنوية الخامسة والعشرين لبوزو (تم بثه مباشرة في 7 سبتمبر 1986).
إن الصوتيات الرائعة لقاعة معبد المدينة جعلتها موقعًا مفضلاً للتسجيل حيث تم تسجيل العديد من التسجيلات المشهورة منها أوركسترا شيكاغو السيمفونية الأكثر شهرة من أواخر الستينيات لـ RCA مع مدير الموسيقى آنذاك جان مارتينون، حتى الثمانينيات لديكا مع مدير الموسيقى آنذاك السير جورج سولتي. وايضا موسيقى فانتازيا 2000 سجلت في نفس القاعة المعروفة باسم معبد المدينة من عام 1994 إلى عام 1996.
تحتوي القاعة أيضًا على آلة أرغن أنبوبية مكونة من خمسة أدلة ومرتبة 92، أوستن أورغنز أوبوس 558، تم تركيبها في عام 1915. وكانت هذه الآلة هي أول آلة خماسية يدوية تصنعها الشركة وواحدة من أكبر الآلات في المدينة. تم التحكم فيه بواسطة وحدة تحكم معرض بخمسة أيدي ووحدة تحكم متحركة بأربعة أيدي. في مارس 2001، وافق مجلس المدينة على تمويل عملية إزالة العضو للتبرع به في نهاية المطاف لمنظمة غير ربحية. أعيد تثبيت الأداة في كنيسة القديس رافائيل رئيس الملائكة الكاثوليكية في أولد ميل كريك، إلينوي.
ابتداءً من أواخر عام 2000، غادرت شركة Medinah Shriners المبنى، وتم ترميم الجزء الخارجي من المبنى وتدمير الجزء الداخلي وإعادة بنائه لاستخدامه كمنطقة للبيع بالتجزئة. تم تعيينه "كمعلم شيكاغو" في يونيو 2001. وقد احتله متجر المنزل والأثاث بلومينغديلز، الذي افتتح في عام 2003. اعتبارًا من يونيو 2019، باعت شركة Macy's، الشركة الأم لـ Bloomingdale's، المبنى لمطور شيكاغو آل فريدمان. أخلى المتجر المبنى في سبتمبر 2020.
تم الإبلاغ في 5 مايو 2022 أن كازينو Medina Temple Sea كان على وجه التحديد جزءًا من عرض كازينو Bally Chicago الذي تمت الموافقة عليه من قبل عمدة شيكاغو لوري لايتفوت. وتمت الموافقة على المقترحات من قبل مجلس مدينة شيكاغو وجمعية إلينوي في ديسمبر 2022 وسبتمبر 2023، على التوالي. تم افتتاح الكازينو المؤقت في 9 سبتمبر 2023. ومن المقرر أن يبقى في معبد المدينة حتى يتم إنشاء الموقع الجديد للكازينو في حي ريفر ويست، ومن المتوقع أن يكتمل بحلول عام 2023.

## روابط خارجية
- تحويل معبد المدينة من قاعة احتفالات إلى مساحة للبيع بالتجزئة
- صفحة الويب الخاصة بمالك العقار الخاصة بمعبد المدينة
- شرايين المدينة